# Негодяев, Павел Иванович
Павел Иванович Негодяев — советский деятель госбезопасности, генерал-майор.

## Биография
Родился в 1924 году в деревне Заболотье. Член КПСС с 1947 года.
Участник Великой Отечественной войны, командир пулеметного взвода 87-го стрелкового полка 26-й Сталинской стрелковой дивизии. С 1945 года — на общественной и политической работе. В 1945—1988 гг. — помощник уполномоченного 5-го, затем 4-го отделения 2-го отдела (контрразведка) УНКГБ, помощник уполномоченного, оперуполномоченный Грязовецкого РО УНКГБ, начальник Усть-Алексеевского РО, слушатель Свердловской школы МГБ СССР, начальник Усть-Алексеевского, начальник Тарногского РО УМГБ-УМВД, старший оперуполномоченный 2-го отделения 2-го отдела УКГБ при СМ СССР по Вологодской области, слушатель Высшей школы КГБ при СМ СССР, заместитель Уполномоченного, уполномоченный аппарата Уполномоченного УКГБ в Николаевске-на-Амуре, начальник 7-го отдела (наружное наблюдение) УКГБ при СМ СССР по Хабаровскому краю, начальник отдела УКГБ по Хабаровскому краю в Еврейской автономной области, заместитель начальника УКГБ по Хабаровскому краю, начальник УКГБ по Хабаровскому краю.
Умер в Хабаровске в 1998 году.